# Кріпильна рама
Кріпи́льна ра́ма (рос. крепежная рама, англ. support frame, англ. timber frame; нім. Ausbaurahmen m) — тримальна конструкція кріплення рамного у вигляді замкненого (або незамкненого) контуру, що складається з окремих ланок.
Кріпильна рама за формою контуру поділяються на прямокутні, трапецієподібні, полігональні, стільчасті, арочні, кільцеві та еліптичні; за видом кріпильного матеріалу — на металеві, залізобетонні, дерев'яні та комбіновані; за характером роботи під навантаженням — на жорсткі, податливі, шарнірні та шарнірно-податливі.
У кріпильній рамі розрізняють: верхняк, стояки, поперечний лежень та вузли їх поєднання.